# Iván Salgado López
Iván Salgado López (ur. 29 czerwca 1991 w Ourense) – hiszpański szachista, arcymistrz od 2008 roku.

## Kariera szachowa
Jest wielokrotnym medalistą Hiszpanii juniorów w różnych kategoriach wiekowych, m.in. złotym do lat 14 (2004) i 16 (2007) oraz srebrnym do lat 14 (dwukrotnie: 2003 i 2005). Od 2000 r. corocznie reprezentował swój kraj na mistrzostwach świata i Europy juniorów, największy sukces odnosząc w 2009 r. w Antalyi, gdzie zdobył tytuł wicemistrza świata juniorów do 18 lat.
Pierwszy znaczący sukces na arenie międzynarodowej odniósł w 2004 r., zajmując III m. (za Horacio Saldano i Alejandro Hoffmanem) w kołowym turnieju w Mondariz. W tym samym mieście w 2005 r. podzielił II m. (za Karenem Movsziszianem, wspólnie z Antonio Vitorem), a w 2006 r. – samodzielnie zwyciężył, wypełniając pierwszą normę arcymistrzowską. W tym samym roku podzielił I m. (wspólnie z Antonio Froisem i Jesúsem Maríą de la Villa Garcíą) w otwartym turnieju w Sanxenxo. W 2007 r. zajął III m. (za Karenem Movsziszianem i Alejandro Hoffmanem) w Barcelonie oraz wypełnił dwie pozostałe arcymistrzowskie normy: również w Barcelonie (dz. III m. za Friso Nijboerem i Jose Gonzalezem Garcią, wspólnie z m.in. Mihailem Marinem, Marcem Narciso Dublanem, Larsem Karlssonem, Davitem Szengelią i Sebastienem Fellerem) oraz w Pampelunie (dz. I m. wspólnie z Julio Grandą Zunigą i Pablo San Segundo Carrillo). Kolejny sukces odniósł w 2008 r., samodzielnie zwyciężając w openie rozegranym San Sebastián, natomiast w 2009 r. podzielił II m. w Sewilli (za Manuelem Rivasem Pastorem, wspólnie z m.in. Rusłanem Pogorełowem i Kevinem Spraggettem). W 2011 r. zwyciężył (wspólnie z Yasserem Seirawanem) w Barcelonie. W 2013 r. zdobył w Linares złoty medal indywidualnych mistrzostw Hiszpanii. W 2014 r. zdobył we Wrocławiu brązowy medal mistrzostw Europy w szachach błyskawicznych.
Wielokrotnie reprezentował Hiszpanię w turniejach drużynowych, m.in.:
- trzykrotnie na olimpiadach szachowych (w latach 2010, 2012, 2014)[6],
- trzykrotnie na drużynowych mistrzostwach Europy (w latach 2009, 2011, 2013)[7],
- na drużynowych mistrzostwach Europy juniorów do 18 lat (w roku 2008)[8].

Najwyższy ranking w dotychczasowej karierze osiągnął 1 września 2016 r., z wynikiem 2662 punktów.